# Медейрос, Наилсон Фернандо
Наилсон Фернандо Медейрос (порт.-браз. Nailson Fernando Medeiros, также известный как Наилсон (порт.-браз. Nailson); род. 24 февраля 1994, Арапонгас, Парана) — бразильский футболист, защитник

## Биография
Воспитанник школ клубов «Гремио» и «Жувентус» (Сан-Паулу). В 2014 году стал игроком «Сантоса», в составе которого дебютировал в бразильской Серии А, 17 августа 2015 года на 46-й минуте выйдя на замену вместо Бруно Увини, в выездном матче против «Крузейро». Тем не менее закрепиться в составе бразильского клуба не сумел, а этот матч стал для Наилсона единственным в «Сантосе».
Проведя ещё некоторое время в Бразилии, в 2015 году перебрался в Португалию, где выступал за клубы «Униан Лейрия» и «Фамаликан». Зимой 2017 года на 3 месяца был арендован кропивницкой «Звездой», выступающей в украинской Премьер-лиге. Первую игру в чемпионате Украины провёл 5 марта 2017 года, против каменской «Стали». Всего за «Звезду» провёл 3 игры и по окончании срока аренды покинул команду.